# Humanahum
Chansons représentant la France au Concours Eurovision de la chanson
Hé, hé m'sieurs dames
(1980) Vivre
(1983)
Humanahum est une chanson interprétée par le chanteur français d'origine tahitienne Jean Gabilou pour représenter la France au Concours Eurovision de la chanson 1981 qui se déroule à Dublin, en Irlande.

## Paroles et musique
La chanson est écrite par Jean-Paul Cara et Joe Gracy, l'équipe derrière la chanson gagnante de 1977, L'Oiseau et l'Enfant, chantée par Marie Myriam.

## Concours Eurovision de la chanson
Elle est intégralement interprétée en français, langue nationale, comme l'impose la règle entre 1976 et 1999. L'orchestre est dirigé par David Springfield.
La chanson est le neuvième titre interprété lors de la soirée, après Riki Sorsa (en) qui représente la Finlande avec Reggae OK et avant Bacchelli qui représente l'Espagne avec Y sólo tú (en). À l'issue du vote, elle obtient 125 points, se classant 3e sur 20 chansons,.